# Monumente funerare (Ivancea)
Monumente funerare este un monument amplasat în Ivancea, raionul Orhei, Republica Moldova. Este un monument de artă de importanță națională inclus în Registrul monumentelor Republicii Moldova ocrotite de stat cu nr. 1142 (raionul Orhei).